# Georg Winterer
Georg Winterer (* 9. Juli 1961 in Hausach im Schwarzwald) ist ein deutscher Unternehmer, Neurowissenschaftler und Facharzt für Psychiatrie und Psychotherapie. Zuletzt war er außerplanmäßiger Professor an der Charité – Universitätsmedizin Berlin und leitete dort die Forschungsgruppe Klinische Neurowissenschaften an der Klinik für Anästhesiologie und Operative Intensivmedizin. Seit 2011 ist er Gründer und Geschäftsführer der Berliner Pharmaimage Biomarkers Solutions GmbH und seit 2020 zusätzlich der Berliner PI Solutions Group GmbH.

## Werdegang
Winterer entstammt einer Unternehmerfamilie (Hannes Winterer, Werkzeug und Maschinen e.K., AG Freiburg).
Sein Vater Hannes Winterer, geboren in Hausach, wurde Im Alter von 18 Jahren als einfacher Soldat zur Wehrmacht (Artillerie) eingezogen. An der Westfront geriet er als einer der wenigen Überlebenden seiner Kompanie wenige Tage nach dem D-Day in US-amerikanische und später in französische Gefangenschaft. Seine preußische Mutter, Waltraut Winterer, stammte aus Hinterpommern, sie kam als Flüchtlingskind 1948 in den Schwarzwald und war später die „Chefin“ im Familienbetrieb ihres Mannes.
Nach dem Besuch des mathematisch-naturwissenschaftlichen Gymnasiums Hausach zog Winterer im „Schneewinter“ 1978/1979 nach Berlin, wo er nach zweijährigem Besuch der Carl-von-Ossietzky-Oberschule das Abitur ablegte. In den ersten Jahren in Berlin war er nebenbei als Bauarbeiter und Industriearbeiter tätig. Winterer studierte Humanmedizin, Philosophie und Germanistik an der Freien Universität Berlin mit Stationen in London und Madrid (Universidad de Complutense). Sein Studium finanzierte er überwiegend selbst. Er promovierte im Jahr 1991 mit einer experimentell-epidemiologischen Arbeit am Institut für Medizinische Psychologie (bei dem Psychologen Hans Peter Rosemeier) und absolvierte eine Facharzt-Ausbildung ab 1990 in der Neurologie/Intensivmedizin, Neurophysiologie sowie Psychiatrie und im Notfalldienst an der Landesklinik Brandenburg (Brandenburg an der Havel: 1990–92) und der Freien Universität Berlin.
1995 bis 1997 folgte eine Tätigkeit als Wissenschaftlicher Assistent (W1) im Labor für Psychophysiologie (bei dem Psychopharmakologen Werner Herrmann) an der Freien Universität Berlin (Psychiatrische Klinik) sowie begleitend fachärztliche ambulante sowie konsiliarärztliche Tätigkeit. Im Jahr 2001 habilitierte Winterer mit einer Arbeit zur Physiology of Prefrontal Function. Als Clinical Fellow und Fogarty Stipendiat des Global Health Fellowship Programs forschte er von 1997 bis 2003 an den National Institutes of Health (NIMH/NIAAA) in USA bei Daniel Weinberger und David Goldman in Bethesda, USA.
Am NIMH (Clinical Brain Disorder Branch, CBDB) war er Leiter der Klinischen Forschungsstation/Forschungsambulanz sowie Teilprojektleiter der Nationalen Schizophrenia Sibling Study. Parallel legte er die drei US-amerikanischen Staatsexamina (Humanmedizin) ab und erhielt in der Kategorie Outstanding Scientist die United States Permanent Resident Card („Greencard“). Nach seiner Rückkehr nach Deutschland war er als Oberarzt in der Psychiatrie an der Universität Mainz tätig.
2006 ernannte Prorektor Jürgen Schrader Georg Winterer zum W2-Professor auf Lebenszeit für Psychiatrie an der Klinik und Poliklinik für Psychiatrie und Psychotherapie der Heinrich-Heine-Universität Düsseldorf mit Tätigkeit als Leitender Oberarzt des LVR-Klinikums Düsseldorf des Landschaftsverbandes Rheinland und Leiter der Konsiliarpsychiatrie am Universitätsklinikum.
Von 2009 bis 2012 war er Forschungsgruppenleiter am Cologne Center for Genomics (CCG) der Universität zu Köln, parallel war er von 2006 bis 2012 Assoziierter Wissenschaftler am Forschungszentrum Jülich der Helmholtz Gemeinschaft (Institut für Neurowissenschaften). Von 2012 bis 2023 war Georg Winterer Forschungsgruppenleiter am Experimental & Clinical Research Center der Charité – Universitätsmedizin Berlin (Campus Berlin-Buch).
Seit Juli 2023 konzentriert sich Winterer auf seine unternehmerischen Aktivitäten, er kooperiert weiterhin mit nationalen und internationalen akademischen Einrichtungen.
Winterer ist verheiratet und hat zwei erwachsene Töchter.

## Forschungsschwerpunkte
Arbeitsschwerpunkt Winterers ist die Risikoprädiktion von Krankheitsverläufen. Seine frühen Publikationen widmen sich der Suchtforschung und Schizophrenie (Elektrophysiologie, Neuroimaging, Pharmakologie, Genetik). Seine jüngeren wissenschaftlichen Publikationen fokussieren sich auf die Verschlechterung der kognitiven Leistungsfähigkeit und Neurodegeneration bei kritisch erkrankten älteren Patienten nach operativen Eingriffen.
Im Rahmen seiner früheren wissenschaftlichen Tätigkeit entdeckte Winterer unter Verwendung der damals noch kaum in der Medizin bekannten Back-Propagation Algorithms (Künstliche Neuronale Netze) zur Mustererkennung, dass bei Abhängigkeitserkrankungen (Alkohol und Tabak) eine gestörte Funktion des Frontalhirns (Überaktivierung des Stirnhirns) einen ungünstigen Krankheitsverlauf (vor allem Rückfall) vorhersagt. Damit leistete er gleichzeitig Pionierarbeit bei der Einführung der Künstlichen Intelligenz in der medizinischen Diagnostik. Außerdem entdeckte Winterer in über zehnjähriger Forschungstätigkeit (1994–2007), dass eine Störung der Frontalhirnfunktion (verminderter Signal-Rausch Abstand mit erhöhtem Rauschanteil bei der Informationsverarbeitung) mit einem (genetisch) erhöhten Risiko für Schizophrenie einhergeht. Die entsprechenden Arbeiten sind Grundlage eines bis heute weltweit mit am häufigsten zitierten Simulationsmodell (Computational Neural Network Model) der gestörten Hirnfunktion bei Schizophrenie. Winterer ist außerdem Erstbeschreiber einer Risikosignatur (klinisch, bildgebend, molekular), die das Risiko bei älteren chirurgischen Patienten erhöht nach einem operativen Eingriff an kognitiven Einschränkungen zu leiden, was wiederum mit einer deutlich erhöhten Mortalität (Sterblichkeit) und erheblichen sozioökonomischen Kosten einhergeht.
In der wissenschaftlichen Literaturdatenbank Pubmed ist er als Autor von über 200 internationalen Publikationen gelistet.

## Forschungsprojekte
Winterer leitete zuletzt zwei nationale und ein internationales Forschungskonsortium der Charité – Universitätsmedizin Berlin.
Das internationale Forschungskonsortium Biomarker Development for Postoperative Cognitive Impairment in the Elderly (BioCog) wurde im 7. Rahmenprogramm der Europäischen Kommission gefördert und wird mit Mitteln des Berlin Institute of Health (BIH) unterstützt. Das Ziel des bislang weltweit größten klinischen Projektes zu post-operativen kognitiven Störungen ist es, mit Hilfe klinischer Parameter, bildgebenden Verfahren und molekularen Untersuchungen (Biomarker) eine bessere Vorhersage des Risikos für akute und chronische postoperative kognitive Einschränkungen bei älteren Patienten über 65 Jahren zu ermöglichen. Auf dieser Grundlage wurde von dem Konsortialpartner Pharmaimage Biomarker Solutions GmbH (Unternehmen von Georg Winterer) eine KI-gestützte Application Software (App) zur Risikoprädiktion in der klinischen Routine entwickelt (Zertifizierung class 2a läuft). Mittlerweile wurden von dem BioCog-Konsortium unter (Ko-)Autorenschaft von Winterer zahlreiche wissenschaftliche Publikationen veröffentlicht.
Das multizentrische, epidemiologische (bevölkerungsrepräsentative) Langzeitprojekt National Cohort Nicotine Study stellt die Frage nach den Determinanten von Rauchverhalten in der bundesdeutschen Bevölkerung aus sozioökonomischer, medizinischer, pathophysiologischer sowie molekulargenetischer und epidemiologischer Sicht im Langzeitverlauf – und wird seit 2006 von der Deutschen Forschungsgemeinschaft DFG gefördert – ab 2006 zunächst im Rahmen des von Georg Winterer koordinierten translational ausgerichteten DFG-Schwerpunktprogramms SPP1226 (Nicotine – Molecular and pathophysiological effects in CNS), zuletzt seit 2019 bis voraussichtlich 2031 im Rahmen des Sonderforschungsbereichs SFB/TRR265: Verlust und Wiedererlangung der Kontrolle bei Suchterkrankungen: Verläufe, Mechanismen und Interventionen. Auch im Rahmen dieses Projektes wird eine KI-gestützte App zur Risikoprädiktion des Langzeitverlaufs von Suchterkrankungen in der klinischen Routine entwickelt. Die National Nicotine Cohort Study ist gleichzeitig Teil des internationalen iNDiGO consortium. Im Rahmen der bislang größten genomweiten Analyse der Nikotinabhängigkeit wurde ein wesentlicher Beitrag zur Dechiffrierung der genetischen Architektur der Nikotinabhängigkeit und assoziierter Phänotypen geleistet und in dem wissenschaftlichen Journal Nature Communications 2020 publiziert.
Im Jahr 2020 wurde von Winterer als Initiator und federführender wissenschaftlicher Projektleiter die Corona-Bund-Studie (Konsortialstudie) im Auftrag des Bundesministeriums für Gesundheit (BMG) durchgeführt. Diese Studie (Alter der Teilnehmer 18 bis >80 Jahre alt) war die erste bundesweite und bevölkerungsrepärsentative Corona-Studie in Deutschland. Beteiligt waren an dem Konsortium neben der Charite - Universitätsmedizin Berlin (Klinik für Anästhesiologie und operative intensivmedizin, Institut für Virologie) das Cologne Center for Genomics der Universität zu Köln, das ifo Institut in München sowie mehrere Unternehmen einschließlich die Forsa Gesellschaft für Sozialforschung und statistische Analysen mbH Berlin, die Atlas Biolabs GmbH Berlin, die MDI Limbach Berlin GmbH sowie die PI Health Solutions GmbH Berlin (Unternehmen der PI Solutions Group GmbH von Georg Winterer). Bereits im Juli/August 2020 sowie Oktober/November erfolgten jeweils eine bevölkerungsrepräsentative und bundesweite Befragung von 30.000 Personen zu pandemie-bedingten gesundheitlichen und sozioökonomischen Belastungen, eine Befragung zu psychosozialen Belastungen erfolgte während der ersten Erhebungswelle. Zusätzlich erfolgten bei 11.000 bzw. 10.000 Teilnehmern bei beiden Untersuchungswellen Rachenabstriche und Blutentnahmen vor Ort bei den Teilnehmern in deren häuslichen Umfeld (PCR Virusnachweis, Antikörpernachweis). Während die Ergebnisse der Rachenabstriche/Blutentnahmen und der sozioökonomischen Befragung zeitnah Ende 2020 veröffentlicht wurden, wurden die ebenfalls bereits 2020 vorliegenden Ergebnisse zu den pandemie-bedingten psychosozialen Belastungen (Teilprojekt von Winterer) nicht in den Endbericht der Corona-Bund-Studie aufgenommen und konnten erst über zwei Jahre später der Öffentlichkeit zugänglich gemacht werden. Die zentralen Ergebnisse der Studie waren, dass vor allem Mütter und junge Erwachsene durch die Pandemie psychisch belastet waren, wobei sich in diesen beiden Gruppen auch der Alkoholkonsum deutlich erhöhte. Vergleichsweise wenig belastet waren dagegen Ältere über 50 Jahre und Einwohner der Neuen Bundesländer. Auch vor diese Hintergrund plädierte Winterer im Herbst 2020 für einen offeneren wissenschaftlichen Diskurs und schlug vor, zusätzlich zu Christian Drosten den Virologen Hendrik Streeck in das Konsortium der Corona-Bund-Studie aufzunehmen, was sich als nicht umsetzbar erwies.

## Unternehmerische Tätigkeit
Winterer war ab Mitte der 1990er Jahre als leitender Studienarzt (ZNS) und Berater (Phase-1/Phase-2 Studien) bei der klinischen Forschungsorganisation Parexel tätig (Geschäftsführer Werner Herrmann), zunächst am Standort Berlin, später am Standort Washington DC. Nach seiner Rückkehr nach Deutschland gründete er das Unternehmen Pharmaimage Biomarker Solutions GmbH. Das Geschäftsmodell der Firma bestand in den ersten Jahren vor allem darin, die forschende Arzneimittelindustrie in Deutschland und der Europäischen Union bei der Durchführung von Arzneimittelstudien (Zulassungsstudien Phase-1/2: First-in-man sowie first-in-patient studies) zu unterstützen. 2016 wurde schließlich die Tochtergesellschaft Pharmaimage Biomarker Solutions Inc. in Cambridge (Kendall Square) bei Boston (USA) gegründet. 2019 gründete Winterer die PI Health Solutions GmbH und PI Insure Solutions GmbH unter dem Dach der Holding PI Solutions Group GmbH. Die Pharmaimage Biomarker Solutions GmbH ist seit 2015 zusätzlich Entwickler von KI-gestützten Diagnose-Software zur Risikoprädiktion von Krankheitsverläufen (z. B. BioCog Software). Die PI Health Solutions GmbH leistet logistischen Service bei der Durchführung von Studien im Gesundheitswesen (ohne Arzneimittel), z. B. im Rahmen der seit Juni 2020 vom Bundesministerium für Gesundheit finanzierten Studie „SARS-CoV-2: Eine dynamische bundesweit-repräsentative Untersuchung (Corona-BUND Studie)“. Winterer veräußerte 2024 die Mehrheit seiner Anteile an seinem Unternehmen, PI Health Solutions GmbH, an das infas - Institut für angewandte Sozialwissenschaft, blieb aber geschäftsführender Gesellschafter. 2025 wurde infas vom ipsos, einem der weltweit führenden Markt- und Meinungsforschungsunternehmen übernommen. Die PI Health Solutions GmbH ist u. a. gemeinsam mit infas an dem Langzeitprojekt des Robert-Koch-Instituts „Gesundheit in Deutschland“ (bundesweite und bevölkerungrepräsentative Panelstudie) maßgeblich beteiligt. Die PI Insure Solutions GmbH erstellt in enger Kooperation mit dem IMB Interdisziplinäre Begutachtungen bundesweit interdisziplinäre medizinische Gutachten für öffentliche und private Auftraggeber einschließlich Behörden, Gerichte und Versicherungsunternehmen (gesamtes Spektrum operativer und nicht-operativer Fachdisziplinen inkl. Psychologie).

## Publikationen
- mit N. Zacharias, F. Musso, F. Müller, F. Lammers, A. Saleh, M. London, P. de Boer (2020): Ketamine effects on default mode network activity and vigilance: A randomized, placebo-controlled crossover simultaneous fMRI/EEG study. 9Hum Brain Mapp. 2020 Jan;41(1):107-119. doi:10.1002/hbm.24791.
- mit F. Lammers, A. Mobascher, F. Musso, N. J. Shah, T. Warbrick, L. Zaborszky (2015): Effect of the Nucleus basalis of Meynert on attention shows hemispheric asymmetry. Brain & Behav (in press). doi:10.1002/brb3.421.
- mit E. M. Reinthaler (2014): 16p11.2 European Consortium, H. Lerche, P. Nürnberg, H. Mefford, I. E. Scheffer, S. F. Berkovic, J. S. Beckmann; EPICURE Consortium; EuroEPINOMICS Consortium, Sander T, Jacquemont S, Reymond A, Zimprich F, Neubauer BA (2014). 16p11.2 600 kb Duplications confer risk for typical and atypical Rolandic epilepsy. Hum Mol Genet 23:6069-80
- mit B. B. Quednow, J. Brinkmeyer, A. Mobascher, M. Nothnagel, F. Musso, G. Gründer, N. Savary, N. Petrovsky, I. Frommann, L. Lennertz, K. N. Spreckelmeyer, T. F. Wienker, N. Dahmen, N. Thuerauf, M. Clepce, F. Kiefer, T. Majic, R. Mössner, W. Maier, J. Gallinat, A. Diaz-Lacava, M. R. Toliat, H. Thiele, P. Nürnberg, M. Wagner (2012): Schizophrenia risk polymorphisms in the TCF4 gene interact with smoking in the modulation of auditory sensory gating. PNAS 109:6271-6
- mit F. Musso, J. Brinkmeyer, D. Ecker, M. K. London, G. Thieme, T. Warbrick, H. J. Wittsack, A. Saleh, W. Greb, P. de Boer (2011): Ketamine effects on brain function--simultaneous fMRI/EEG during a visual oddball task. Neuroimage. 2011 Sep 15;58(2):508-25. doi:10.1016/j.neuroimage.2011.06.045.
- mit F. Tretter, P. Gebicke-Haerter, E. Mendoza (2010): Systems Biology in Psychiatric Research. doi:10.1002/9783527630271
- mit E. T. Rolls, M. Loh, G. Deco (2008): Schizophrenia and computational models of dopamine modulation in the prefrontal cortex. Nature Reviews Neuroscience 9:696-709
- mit F. Musso, A. Konrad, …. T. Sander, J. Gallinat (2007): Association of attentional network function and exon 5 variations of the CHRNA4 gene. Human Mol Genet 16:2165-2174
- mit B. Klöppel, A. Heinz, M. Ziller, P. Dufeu, L. G. Schmidt, W. M. Herrmann (1998a): Quantitative EEG (QEEG) Predicts Relapse in Patients With Chronic Alcoholism and Points to a Frontally Pronounced Cerebral Disturbance. Psychiatry Res . 1998a Mar 20;78(1-2):101-13. doi:10.1016/s0165-1781(97)00148-0.
- mit M. Ziller, B. Klöppel, A. Heinz, L. G. Schmidt, W. M. Herrmann (1998b): Analysis of Quantitative EEG With Artificial Neural Networks and Discriminant Analysis--A Methodological Comparison. Neuropsychobiology. 1998b;37(1):41-8. doi:10.1159/00002647